# Avenida de Portugal
La Avenida de Portugal es una calle de la ciudad española de Madrid.

## Historia y descripción
La vía hace de límite entre los distritos de Latina y Moncloa-Aravaca.
Situada en el borde sur de la Casa de Campo, su construcción y apertura restando terreno a esta se propició a partir del Plan de Ordenación Urbana de 1952, y supuso la conversión del paralelo Paseo de Extremadura en una calle interior, liberando tráfico de este. Los primeros números de la calle incorporaron promociones de viviendas de gama alta, mayor que la del entorno, debido a las vistas al Palacio Real. En la década de 2000, en el marco de la remodelación de la carretera de circunvalación M-30 se efectuó el soterramiento y ajardinamiento de cerca de un kilómetro y medio de la vía; esta actuación conllevó a un aumento del tráfico y a la saturación de este en el Paseo de Extremadura.